# Haus Am Rupenhorn
Das Haus Am Rupenhorn – auch beschrieben als Luckhardt–Villa oder als Villa Kluge – in der Heerstraße 161 / Am Rupenhorn 25 im Berliner Ortsteil Westend des Bezirks Charlottenburg-Wilmersdorf wurde 1929 (in der Zeit der Frühen Moderne) von den Brüdern Hans und Wassili Luckhardt mit ihrem Partner Alfons Anker im Stil der Neuen Sachlichkeit errichtet.

## Gebäude

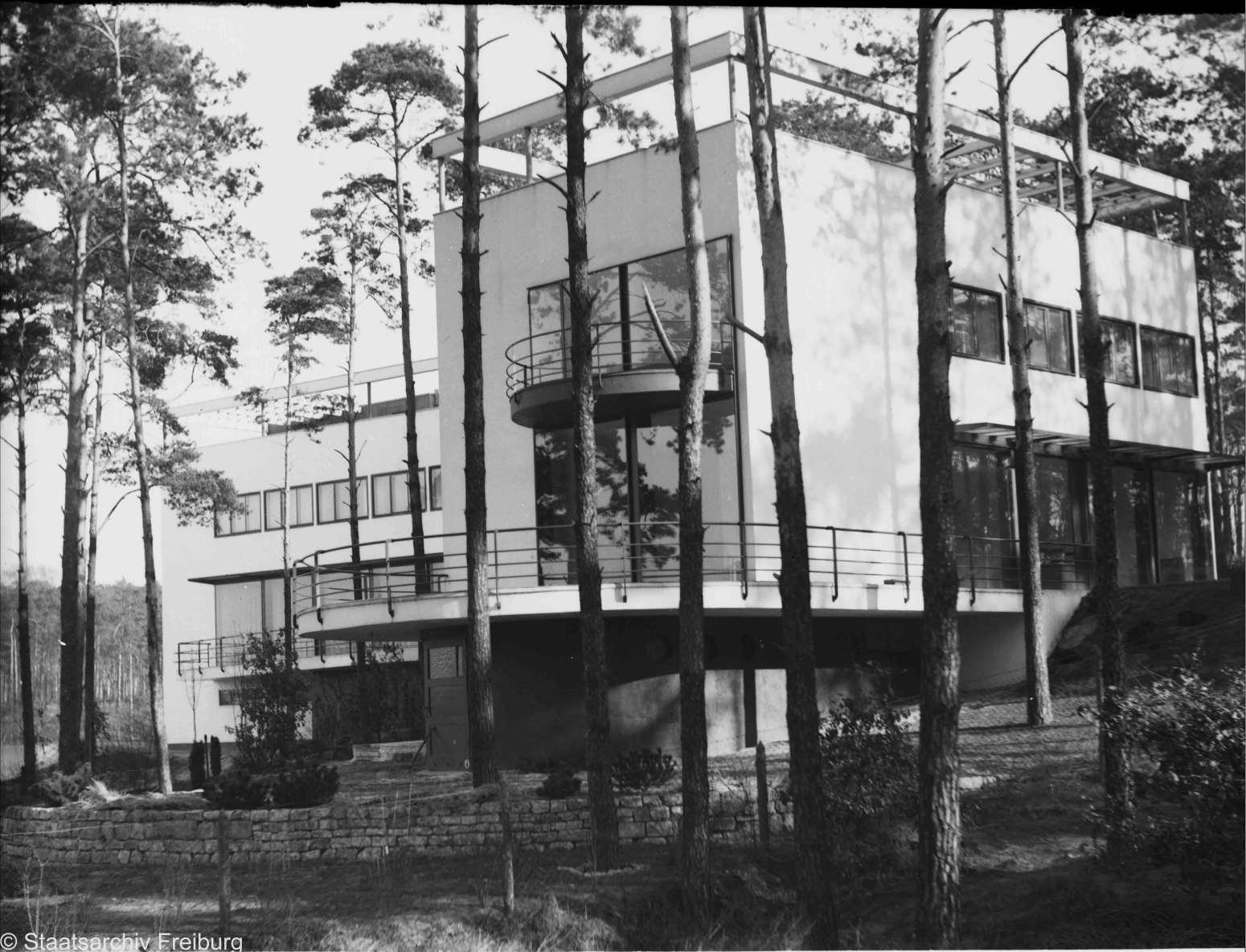
„[M]it derselben Hingabe [wie in der Versuchssiedlung Schorlemmer Allee] bauten sie Hans und Wassili Luckhardt, wie auch anders, die schönsten Villen – wie die zwei am Rupenhorn“, schrieb Manfred Sack im September 1990 in der Zeit anlässlich einer Ausstellung über die Luckhardt-Brüder. Das Bauensemble im Jahr 1932, fotografiert von Willy Pragher.

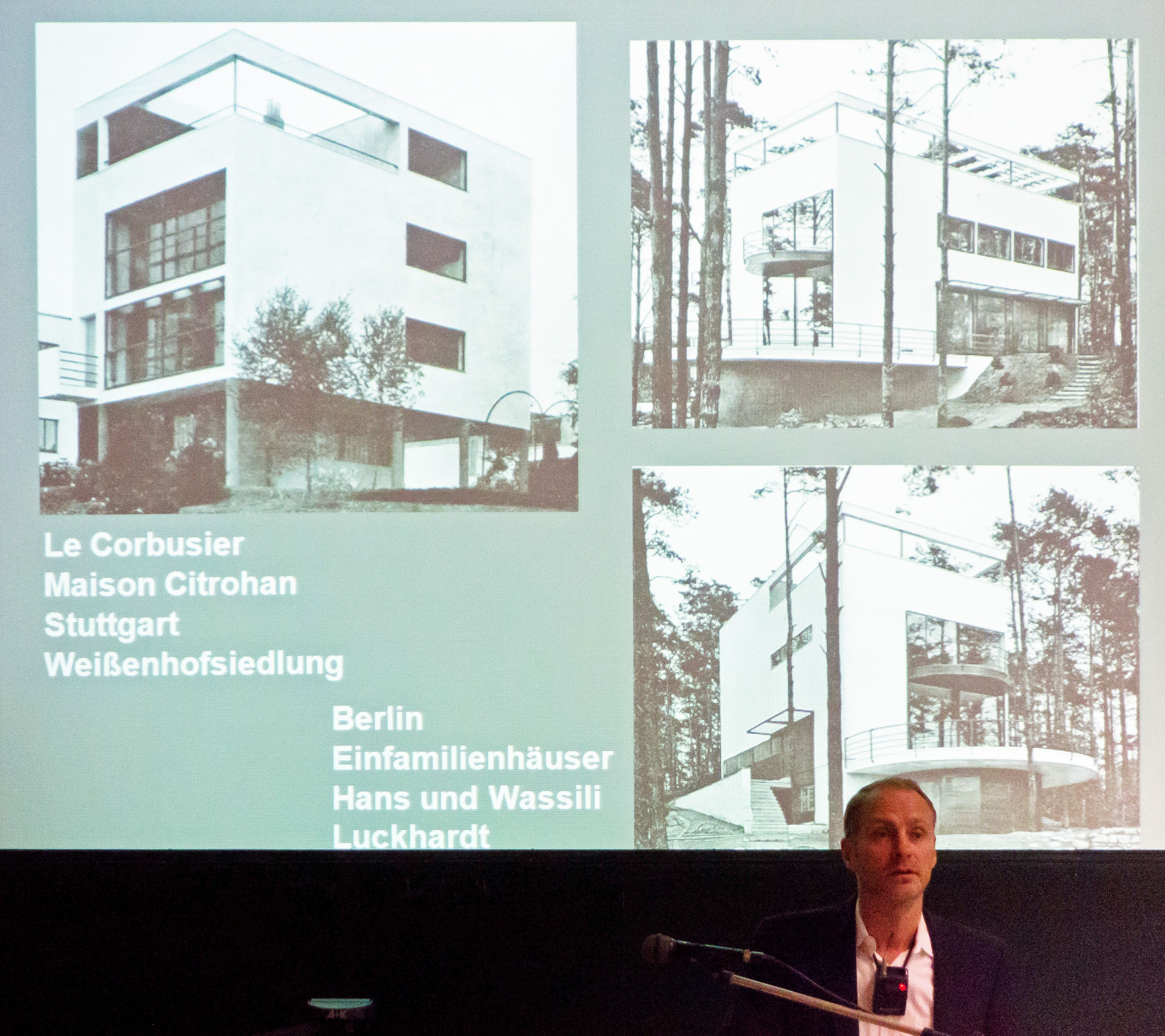
„Andere moderne Architekten […] ließen sich von seinem Le Corbusiers] Gedankengut beeinflussen und errichteten bis in die 1930er Jahre vor allem private Wohnhäuser in der unmittelbaren Nachfolge von Corbusiers Baukonzepten. Die […] ausgeführten Häuser I und II in der Berliner Kolonie ‚Am Rupenhorn‘ sind hierfür ein aussagefähiges Beispiel“, so Kunsthistoriker Steffen Krämer.

Das als senkrecht in die Höhe ragender, kubischer Stahlskelettbau – ausgefacht mit Bimsbeton und ‑platten und beidseitig verputzt – von der Philipp Holzmann AG ausgeführte, dreigeschossige Einfamilienhaus mit weißer, enkaustisch behandelter Putzfassade auf Holzwolle-Leichtbauplatten und Streckmetall ist ein Beispiel der sogenannten weißen Architektur. Über die Dachfläche erstreckt sich eine Dachterrasse mit fliegendem Dachgesimse, Pergola und Blick in Richtung Teufelsberg, Stößensee und Heerstraße. Wohlproportionierte Flächen und Öffnungen – darunter teils verschiebbare, horizontale Fensterbänder – prägen das Fassadenbild. Die schwungvoll gestaltete, ausladende Terrasse mit kurzem Glasdach, eingebettet in einer sanften Hanglage, bildet einen gleitenden Übergang von der lichtdurchfluteten Wohnhalle zum mit Wildgräsern bepflanzten Gartengelände der Villa, das von Berthold Körting, einem Gartenarchitekten und Freund von Karl Foerster aus dem Umfeld des Bornimer Kreis, gestaltet wurde und seit 1997 unter Denkmalschutz steht. Im Sockelgeschoss befinden sich Küche, Heizraum, Garage und Keller, darüber der aus einem großen Raum bestehende Wohnbereich mit Terrassenzugang. Im Obergeschoss liegen die Schlafräume und Badezimmer.

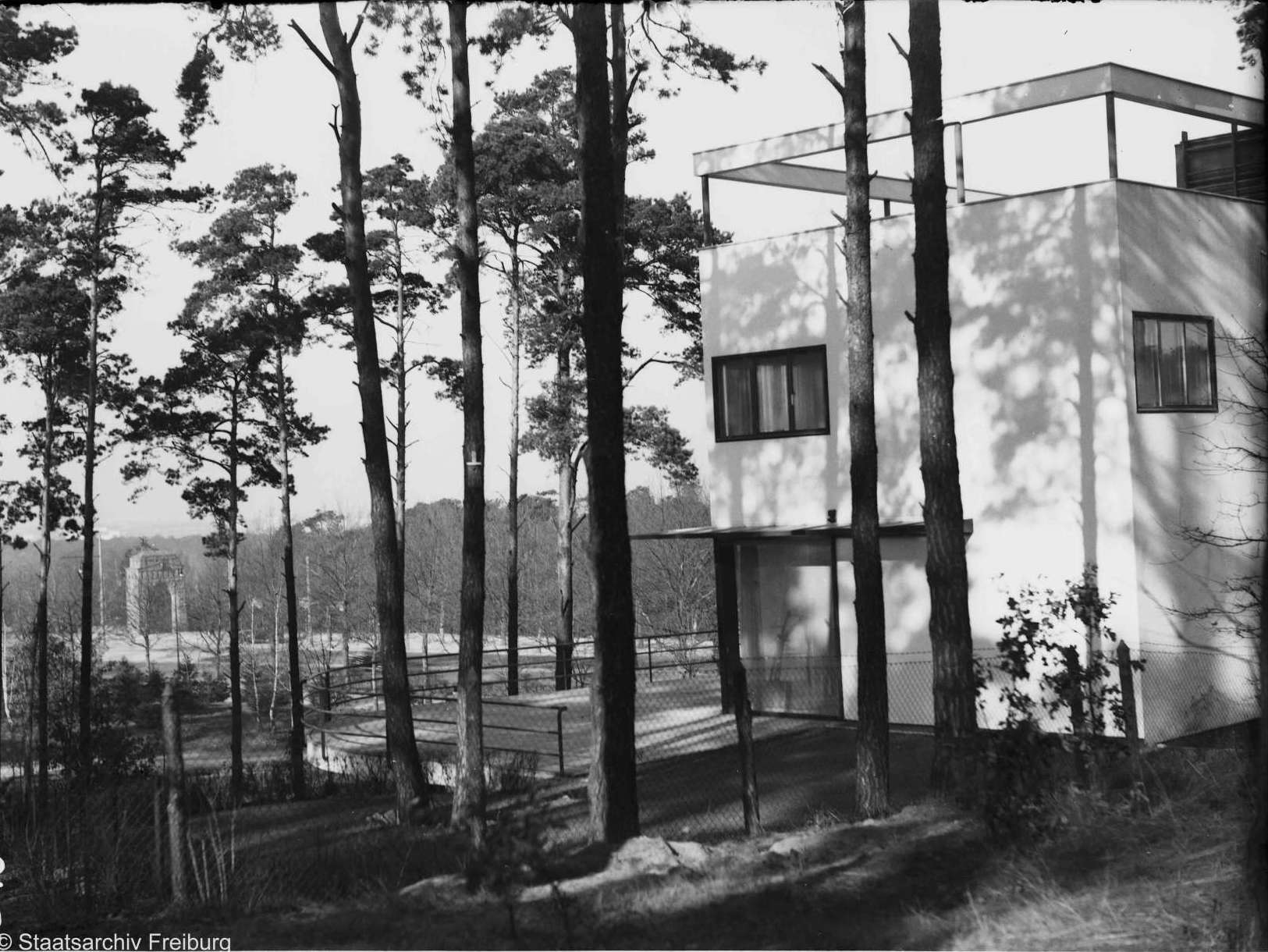
„Die Wohngruppe der drei luxuriösen Einfamilienhäuser am Rupenhorn in Berlin stellt den Höhepunkt im Werk der Brüder Luckhardt dar“, folgerte Udo Kultermann 1959 über die „zu Unrecht vergessene[n] Beispiele der neuen Baugesinnung in Deutschland.“ Blick über die auskragende Terrasse zur Stößenseebrücke (links) und Heerstraße (1932).

Innengestalterische Parallelen finden sich in Erich Mendelsohns Entwurf für den 1935 eröffneten De La Warr Pavilion: Mendelsohn, der sich 1928 seine Privatvilla rund 450 Meter entfernt der Luckhardt-Villa bauen ließ und ebenso wie die Luckhardt-Brüder Mitglied in der Architektenvereinigung Der Ring war, integrierte in der ersten Etage des De-La-Warr-Gebäudes als Teil der dortigen Bibliothek eine ähnliche Schreibtischkonstruktion, die zwei Stützpfeiler umschließt und dabei von jenen getragen wird. Ebenso erinnert die Luckhardt-Villa an Le Corbusiers Entwurf des Maison Citrohan von 1927 in der Stuttgarter Weißenhofsiedlung.

## Geschichte
Die Villa ist Teil der Kolonie Am Rupenhorn, die ursprünglich mit drei Einfamilienhäusern geplant wurde, wobei nur zwei Gebäude realisiert wurden. Bauherr und Auftraggeber war der Berliner Fabrikdirektor Richard Kluge, der allerdings nur ein halbes Jahr lang das Haus bewohnte, bevor er Konkurs ging und die Gebäude 1932 wegen seiner anstehenden Emigration nach London zwangsversteigern ließ. Das Einfamilienhaus fiel an die Commerzbank, wurde 1934 umgebaut und in zwei 4-Zimmer-Wohnungen aufgeteilt. 1939 erwarb der Staat die Grundstücke. Ziel war der Abriss und die Nutzung des Areals für die geplante NS-Hochschulstadt am Teufelsberg als Teil der „Welthauptstadt Germania“. Der Ausbruch des Zweiten Weltkriegs verhinderte diese Pläne.

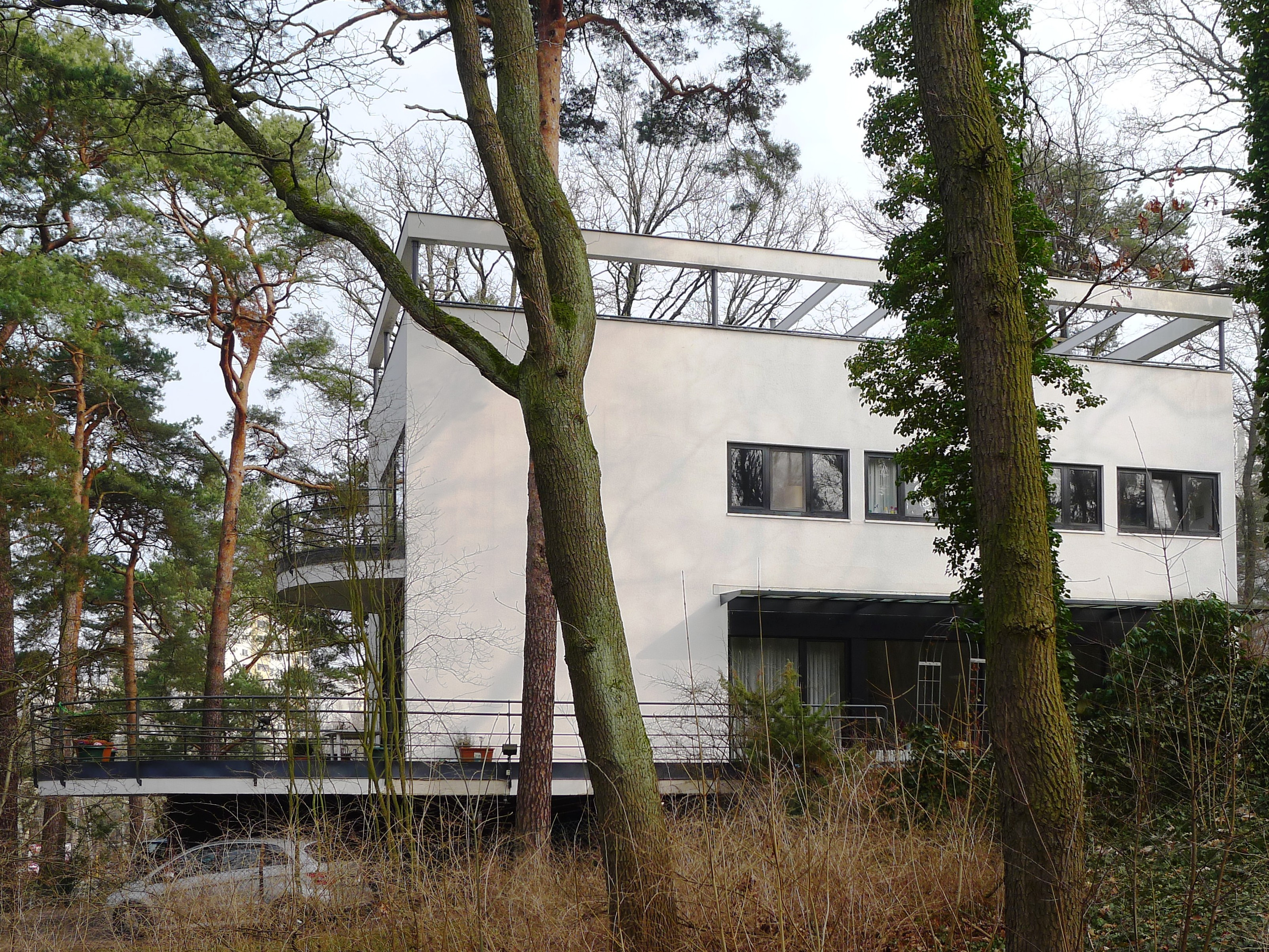
„Diese Häuser bedeuteten einmal eine Revolution; zu ihnen sind Architekten aus aller Welt gepilgert.“ Julius Posener in der Zeit im März 1963 in Anbetracht des damals nicht originalen Bauzustandes der Gebäude. Das bauähnliche Nachbarhaus in der Nummer 24 als Teil der ursprünglich aus drei geplanten Gebäuden Kolonie am Rupenhorn.

Später, nun im Bundesbesitz, verfiel das Gebäude und zahlreiche Umbauten – wie die Schließung der Glasflächen im Erdgeschoss und der Einbau von Altberliner Fenstern – erfolgten. 1975 wurde das Gebäude in die Denkmalliste aufgenommen. Nachdem das Architektenehepaar Christa Kliemke und Robert Wischer sich für die Rettung des stark verfallenen Objektes eingesetzt hatte, wurde die Villa ab 1993 von dem Ehepaar gemietet, später gekauft und in den Jahren 1997–1999, 2002–2004 und 2010–2011 zusammen mit der Deutschen Stiftung Denkmalschutz (DSD) originalgetreu – mit unter anderem roten Linoleumfußböden und vernickeltem Treppengeländer – wiederhergestellt. Ebenso wurde die Bibliothek nach historischem Vorbild im zentralen Raum des Hauptgeschosses wieder hergestellt. Der Bundesbeauftragten für Kultur- und Medien (BKM), die DSD und das Landesdenkmalamt Berlin unterstützten die denkmalpflegerischen Wiederherstellungsmaßnahmen des Ehepaars finanziell. Die Wiedereinweihung des Landhauses am Rupenhorn Nr. 25 fand im März 2005 im Beisein des ehemaligen Bundesbauministers Klaus Töpfer statt. Die Restaurierungsarbeiten wurden 2017 mit dem Bundespreis für Handwerk in der Denkmalpflege und 2000 mit der Ferdinand-von-Quast-Medaille ausgezeichnet. Mobiliar aus der Bauhaus-Zeit – von unter anderem Wassili Luckhardt, Wilhelm Wagenfeld und Mies van der Rohe – vermittelt einen Eindruck vom ursprünglichen Wohncharakter der funktional gegliederten Innenräume der Luckhardt-Villa.
Die Villa steht  Besuchern für Führungen offen und dient als Veranstaltungsort und Tagungsstätte.

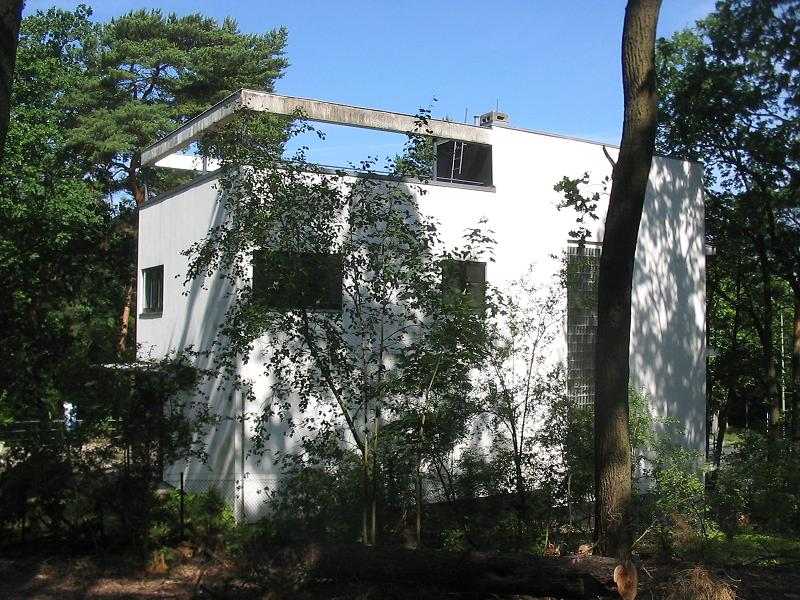
„Zum Wohnen ist das Haus der Architekten Luckhardt und Anker vielleicht ein bisschen zu kühl. Zum Besichtigen ist es eine Wucht“, urteilte Susanne Kippenberger 2007. Die leicht südwestlich ausgerichtete Rückseite der Villa zum Waldstück hin in Richtung des Britischen War Cemetery mit einem durch Glasbausteine beleuchteten Treppenhaus (rechts).